# Agrotis erythrosimilis
Agrotis erythrosimilis là một loài bướm đêm trong họ Noctuidae.